# عبد القادر غالم
 عبد القادر غالم (1938 تونس) هو لاعب كرة قدم تونسي.